# Großer Rindenspanner

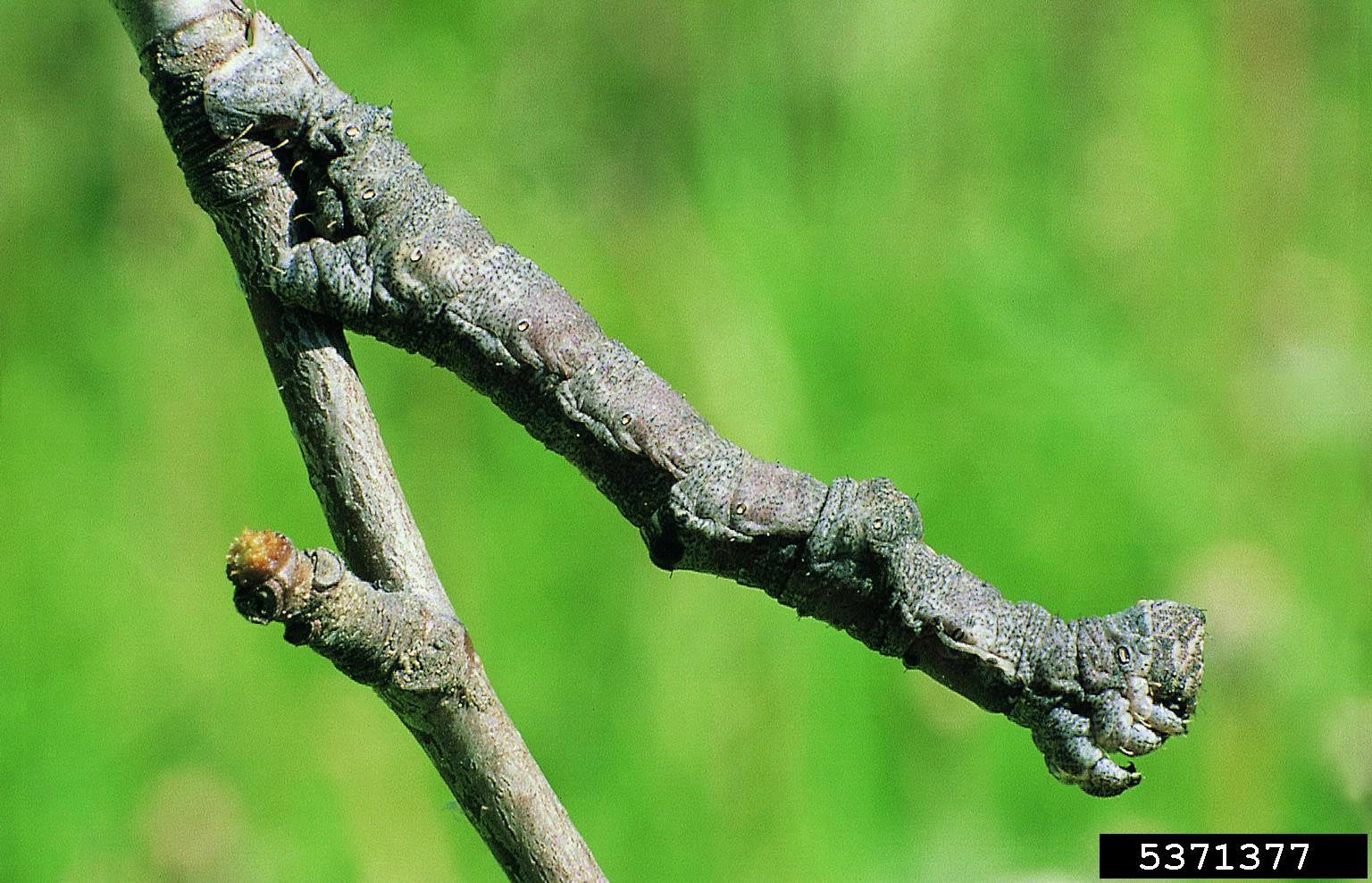
Raupe des Großen Rindenspanners

Der Große Rindenspanner oder auch Große Eichenspanner (Hypomecis roboraria) ist ein Schmetterling (Nachtfalter) aus der Familie der Spanner (Geometridae).

## Merkmale
Der Große Rindenspanner erreicht eine Flügelspannweite von 40 bis 57 Millimeter. Die Vorderflügel besitzen eine grauweiße Grundfärbung und sind fein schwärzlich bestäubt. Die Querlinien und Mittelschatten auf den Vorderflügeln sind oftmals nur durch schwarze Aderstriche und Punkte markiert. Die innere Querlinie ist stark gebogen und endet am Innenrand fast an der Basis. Der Mittelschatten ist am inneren Flügelrand verdickt und die stark gezackte äußere Querlinie ist am Saum mehr oder weniger braun ausgeprägt. Die undeutliche Wellenlinie verläuft in einem gerundeten oder flachen Bogen und setzt sich, zusammen mit der äußeren Querlinie, auf den Hinterflügeln fort. Die Hinterflügel tragen einen deutlichen schwarzen Mittelpunkt. Die Flügelunterseiten sind gelblichgrau gefärbt, mit einer gelben Vorderflügelspitze und einem deutlichen schwarzen Vorderrandsfleck. Dieses Merkmal unterscheidet den Großen Rindenspanner von der ähnlichen Art Hypomecis punctinalis.
Die ocker- bis rötlichbraunen Raupen erreichen eine Länge von bis zu 50 Millimetern. Sie sind recht kräftig gebaut und besitzen auf den Segmenten 5 und 11 graue Rückenbuckel, das Segment 6 zeigt eine Anschwellung auf der Unterseite. Der Kopf ist braun und eingekerbt. Die ruhenden Raupen sind auf den Zweigen ihrer Futterpflanzen nur schwer zu entdecken, da sie das Aussehen kleiner Zweige nachahmen.

### Unterarten
- Hypomecis roboraria isabellaria Staudinger, 1901

### Ähnliche Arten
- Aschgrauer Rindenspanner (Hypomecis punctinalis) (Scopoli, 1763)

### Formen
- Hypomecis roboraria f. infuscata Staudinger. Flügel schwarzgrau, Zeichnung reduziert.[3]
- Hypomecis roboraria f. melaina Schulze. Flügel seidig schwarz, fast ohne Zeichnung.[3]

### Synonyme
- Boarmia roboraria

## Verbreitung
Der Große Rindenspanner ist in Europa mit Ausnahme des äußersten Südens weit verbreitet. Man findet ihn von der Iberischen Halbinsel, durch West- und Mitteleuropa bis zum Ural. Die Unterart isabellaria ist im westlichen Zentralasien über Sibirien und die Mongolei bis in den Norden Chinas anzutreffen. Im Süden reicht sein Verbreitungsgebiet durch den nördlichen Mittelmeerraum, den Balkan und Kleinasien bis zum Kaukasus. Im Norden ist er bis ins mittlere Fennoskandien anzutreffen.

## Lebensweise
Der Große Rindenspanner bevorzugt eichenreiche Laubwälder in wärmeren Lagen. Man findet ihn aber auch in Bruchwäldern, Traubenkirschen-Eschenwäldern mit alten Mittelwaldeichen, in Kiefern-Eichen-Wäldern, in Tannen-Buchenwäldern, sowie auf Wacholderheiden, Streuobstwiesen, Fettwiesen, Halbtrockenrasen mit Hangmooren und in Siedlungsbereichen. Zu den Nahrungspflanzen der Raupen zählen:
- Eichen (Quercus spec.)[3][2]
- Stieleiche (Quercus robur)[2]
- Ulmen (Ulmus spec.)[3]
- Rotbuche (Fagus sylvatica)[3][2]
- Birken (Betula spec.)[3]
- Äpfel (Malus spec.)[3]

Die Raupen leben vorwiegend in den Kronen älterer Eichen und Laubbäumen. Sie überwintern und verpuppen sich im Mai in einem leichten Gespinst knapp unter der Erdoberfläche.
Die Falter wurden u. a. an den Blüten der Acker-Kratzdistel (Cirsium arvense) und der Sumpf-Kratzdistel (Cirsium palustre) gefunden. Sie fliegen gern Lichtquellen an.

### Flug- und Raupenzeiten
Der Große Rindenspanner bildet eine Generation im Jahr, die von Ende Mai bis Anfang August fliegt. Die Raupen können ab August beobachtet werden. Sie überwintern und setzen ihre Entwicklung im darauffolgenden Jahr im Mai fort. Gelegentlich wird eine kleinere zweite Generation im September angetroffen.